# Palacio Fantaisie

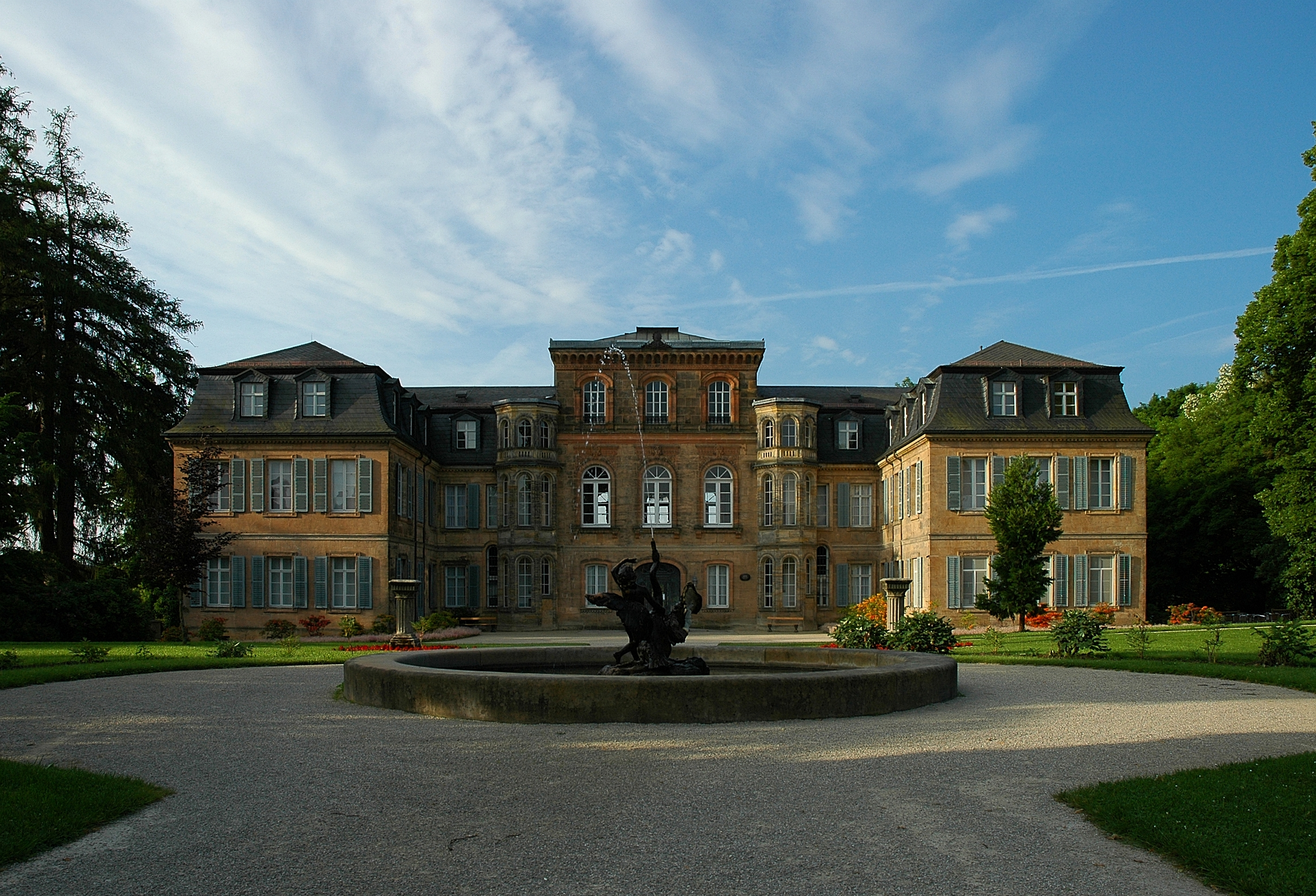
Palacio Fantaisie (fachada norte).

El palacio Fantaisie (en alemán: Schloss Fantaisie) es un palacio alemán del siglo XVIII situado a 5 km al oeste de la ciudad de Bayreuth en la comunidad de Eckersdorf.
Las raíces de este palacio son medievales, aunque no queda mucho de ese tiempo. En el siglo XVI los señores de Lüchau (Lüchauer Herren) construyeron un castillo renacentista. Cuando Friedrich Ludwig von Lüchau murió en 1757, pasó a manos del margrave Federico III de Brandeburgo-Bayreuth.
Durante un viaje de casi un año a Italia en 1754/55, la pareja de margraves recopiló impresiones (incluso en la Villa Doria Pamphilj en Roma), que implementaron en el castillo Fantaisie. La construcción comenzó en 1758 pero pronto se interrumpió cuando la margravina Guillermina murió ese mismo año a la edad de 49 años. Federico continuó la construcción en 1761, aunque tampoco vio la finalización. Murió en Bayreuth en 1763 a la edad de 51 años y su única hija, Federica Sofía, heredó la propiedad. Le dio el nombre de «Fantaisie» y mandó al constructor Johann Jakob Spindler que continuase con las obras, que finalizó en 1765. Debido a las muchas modificaciones, no queda mucho del palacio original, aunque puede verse una réplica del cabinete de Spindler, una sala de madera con trabajos de taracea de los hermanos Johann Friedrich y Heinrich Wilhelm Spindler.
En el otoño de 1937, el palacio fue remodelado por el Gauleiter Wächtler para usarlo como Reichsschule del NS-Lehrerbund. Los arquitectos para el proyecto fueron Alfred Locke de Bayreuth y Ernst Max Jahn de Leipzig. A principios de 1938, apareció un artículo en la revista Moderne Bauformen mostrando los interiores recién creados.
Desde 2000, el palacio Fantaisie ha sido el primer museo de jardinería alemana exclusivamente dedicado a la historia del diseño de jardines.

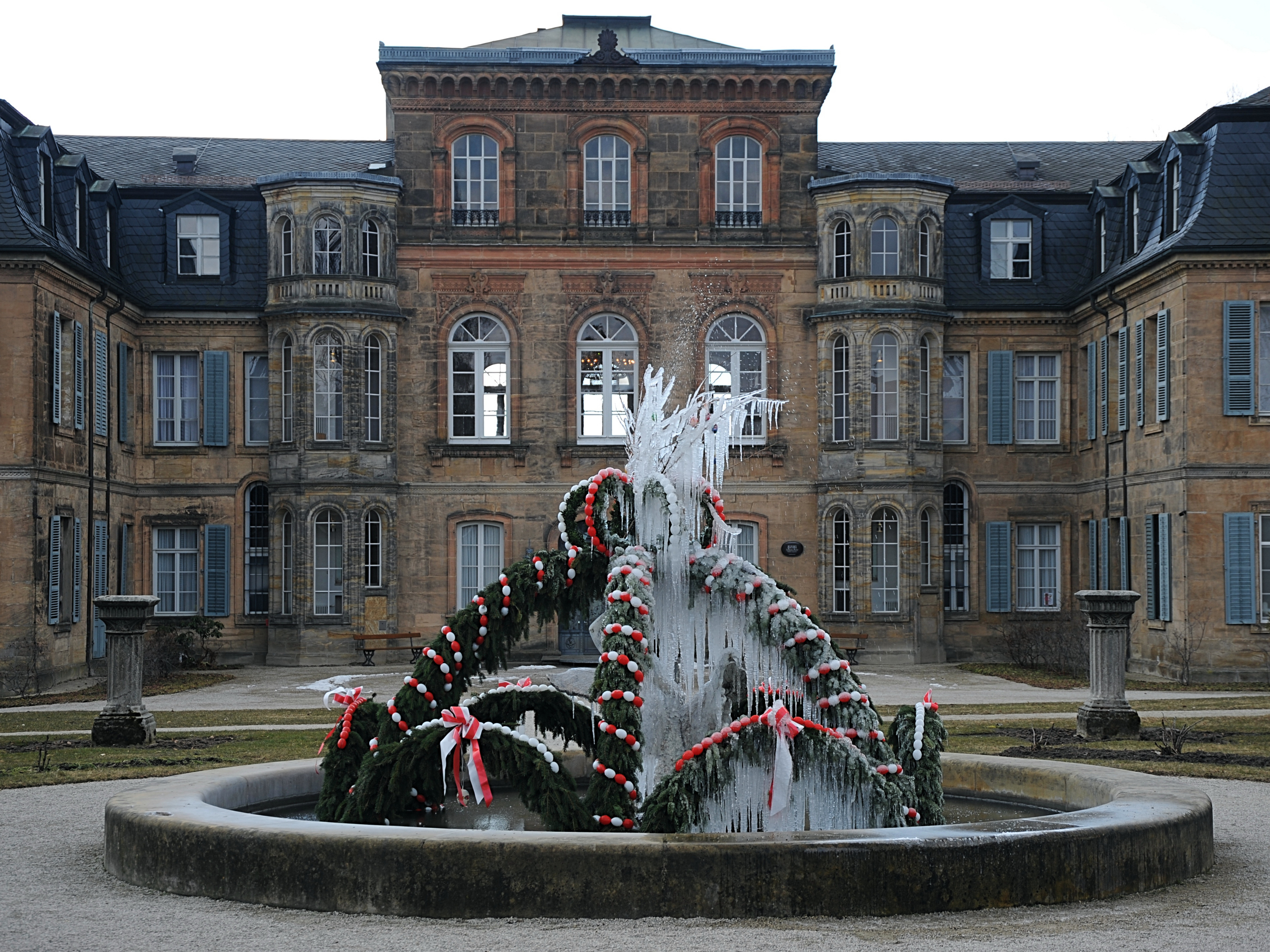
La fuente del castillo (lado norte) decorada por Pâques (Osterbrunnen)
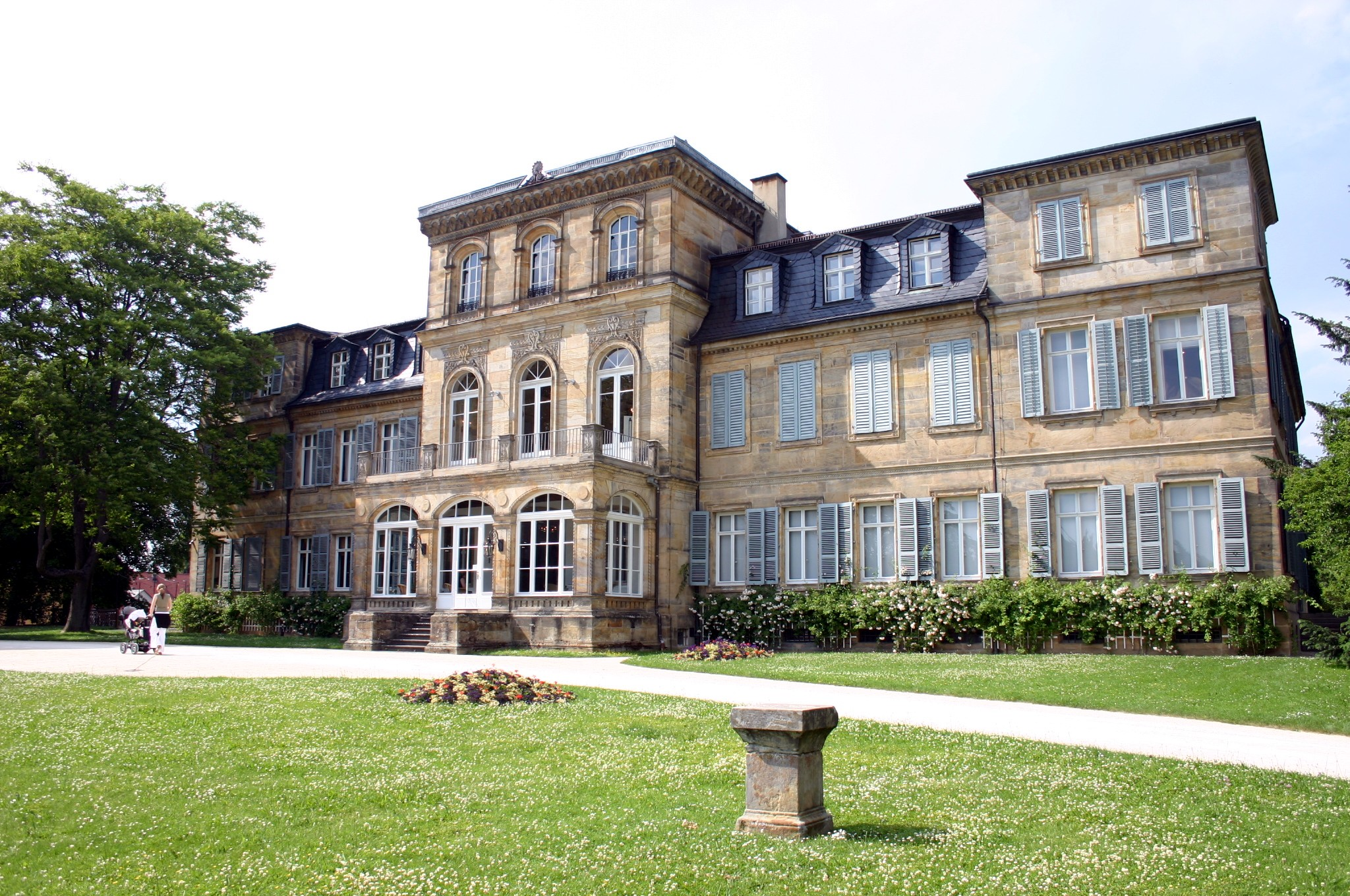
Fachada de honor (lado norte)
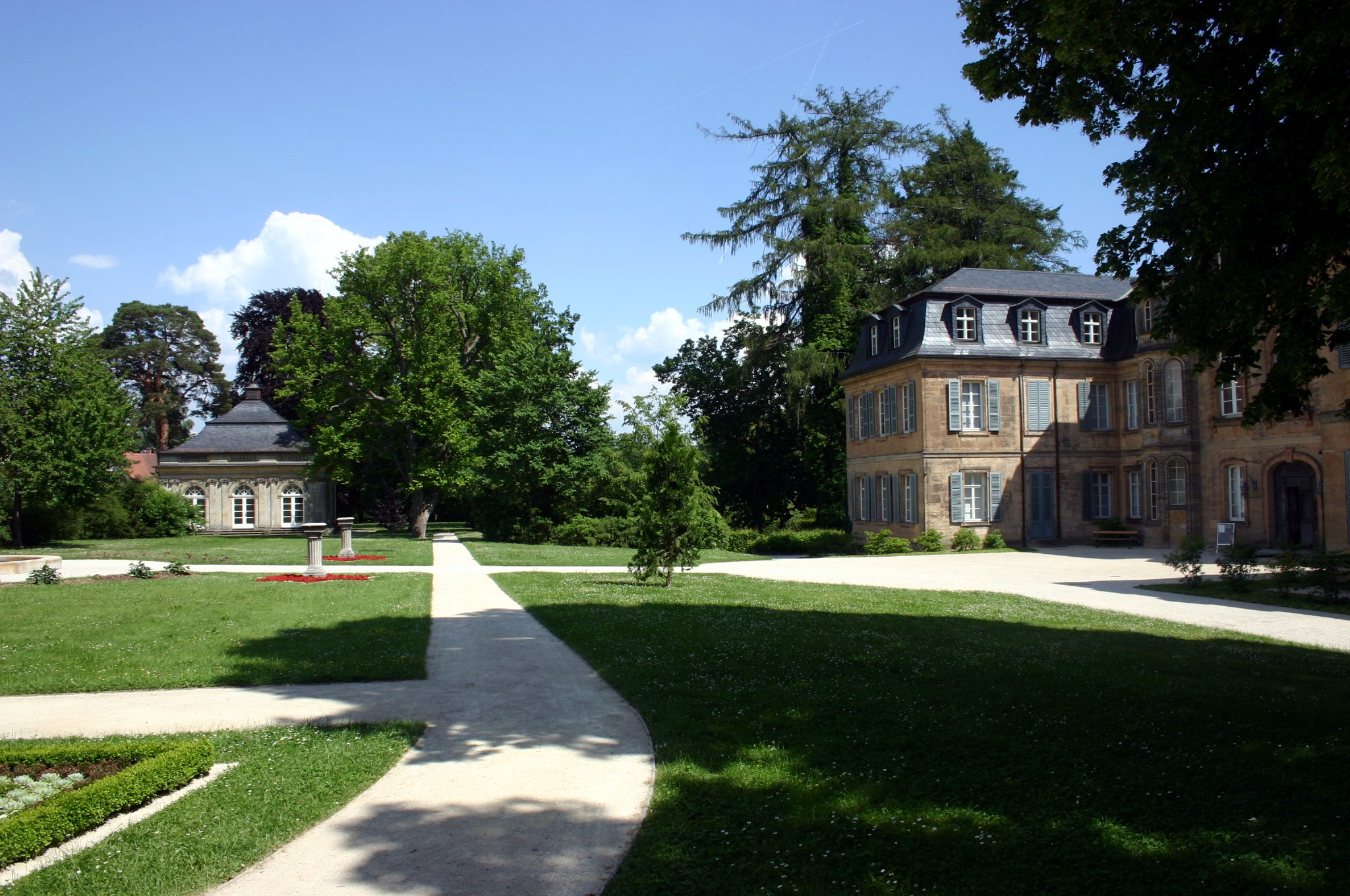
Patio de honor (al norte)
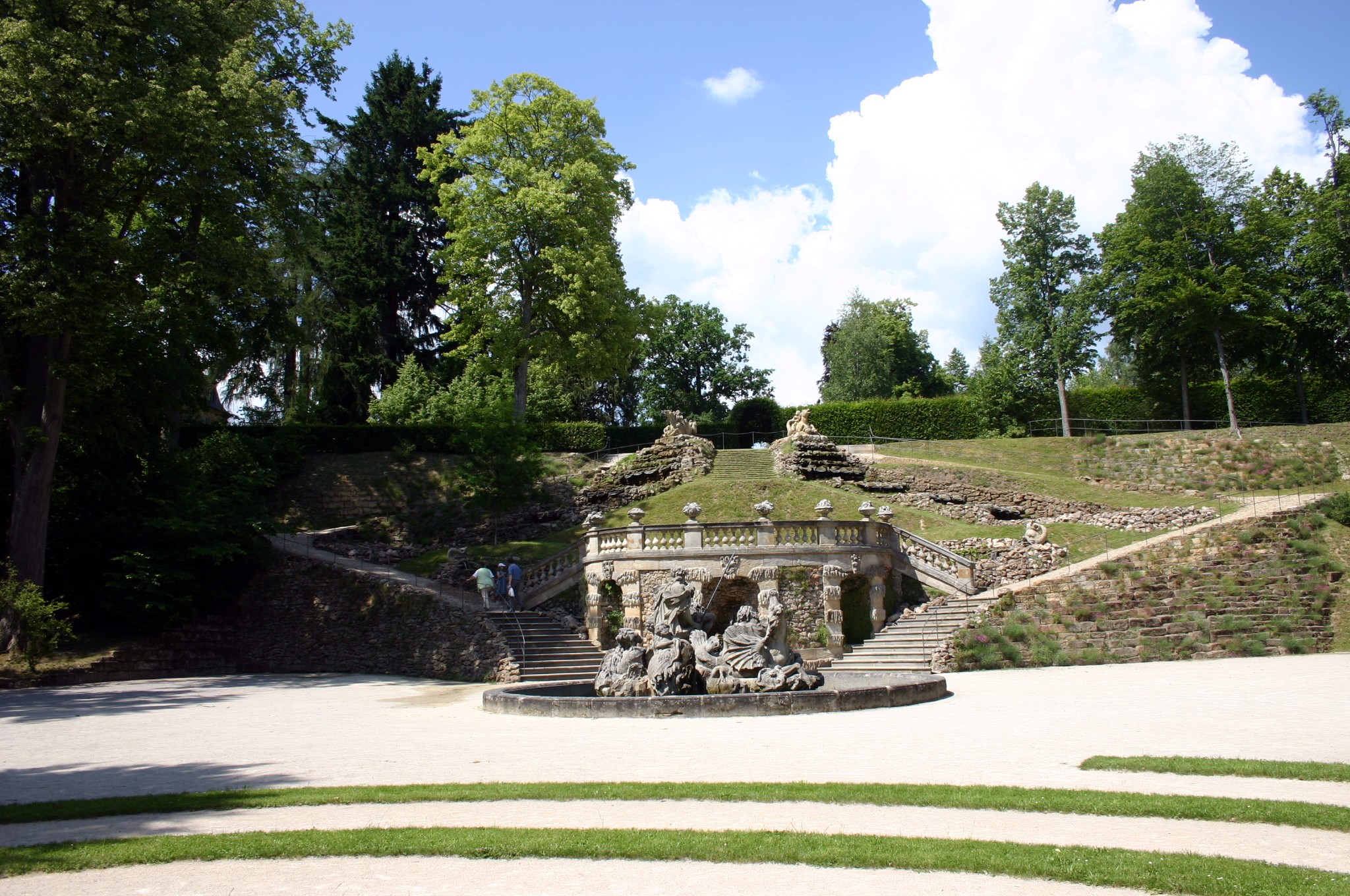
Cascada y fuente de Neptuno